# (34368) 2000 RA41
2000 RA41 (asteroide 34368) é um asteroide da cintura principal. Possui uma excentricidade de 0.04688370 e uma inclinação de 13.20903º.
Este asteroide foi descoberto no dia 3 de setembro de 2000 por LINEAR em Socorro.